# Lluís Cabrera
Lluís Cabrera Sánchez (Arbuniel, Jaén, 1954) es un músico, gestor cultural y escritor español residente en Barcelona desde 1964.

## Biografía
En la década de los 70 da un impulso a la Peña Flamenca Enrique Morente en el Distrito de Sant Andreu en Barcelona. Y a partir de ahí, no deja de involucrarse en los movimientos sociales, desde la demolición de la planta de asfalto (actualmente Ateneu Popular de Nou Barris) del barrio de Trinitat Nova, hasta la publicación y distribución de El libro rojo de los escolares.
En 1979 fundó el Taller de Músics, que ha modificado sustancialmente la actividad relacionada con el jazz y el flamenco en la península ibérica.
En 2005 grabó el CD Home das Bubas (Taller de Músics) como Lluís Arbuniel, una inclasificable y densa variante de spoken word con música de Andreu Jacob. También publica Els altres andalusos (L'Esfera dels llibres, 2005), una crítica de la actitud que defiende la España uniformada, que no quiere entender a Cataluña, pero también es una crítica de la Cataluña estancada en el estereotipo del inmigrante de los años 60.
En el año 2007, promueve y participa en una nueva plataforma, eXgae, con el fin de oponerse a la política cultural y económico promovido por la Sociedad General de Autores y Editores (SGAE). A mediados de 2008 tomó parte en la elaboración de un trabajo de investigación que, en el año 2009 y con el título Fabricar l'immigrant  (Pagès, 2009), que se convertirá en el segundo libro de la asociación altres andalusos. El año 2010 publica en solitario un ensayo sobre las contradicciones de la identidad en Cataluña: Catalunya serà impura o no serà (Marco, 2010).
En 2024 recibió por su labor en Taller de Músics la Medalla de Oro al Mérito en las Bellas Artes otorgada por el Ministerio de Cultura y Deporte. En 2025 publica La muerte no desvelada, una novela sobre la memoria, la tierra y la dignidad inspirada en hechos reales y ambientada en la realidad de la postguerra española.

## Premios
- Ganador de los  premios ARC 2015  en el Premio a la trayectoria profesional [4]
- En 2022 por su labor en Taller de Músics, la Medalla de Oro al Mérito en las Bellas Artes otorgada por el Ministerio de Cultura y Deporte de España.[5]